# Wu Pang
Wu Pang (胡鵬, 1909 - 28 mars 2000), est un réalisateur, producteur, acteur et écrivain hongkongais, cofondateur de la société de production Yong Yao.

## Biographie
Originaire de Shanghai, il émigre à Hong Kong en 1936 à 27 ans. Avec le producteur Zhenjiang Yongyao, il démarre la réalisation de films en 1938. À 30 ans, il se tourne vers les films sur le héros populaire local Wong Fei-hung avec l'acteur et artiste martial Kwan Tak-hing, également crédité sous le nom de Kwan Te-hsing dans les films du producteur Raymond Chow.
Au cours de sa vie, Wu Pang réalise près de 200 films et reçoit un Hong Kong Film Critics Society Award pour l'ensemble de sa carrière en 1999. Il est également l'auteur du livre Wong Fei-hung et moi à propos de son travail approfondi sur le personnage.
Wu Pang meurt en 2000 au Centre de santé de Hong Kong à l'âge de 91 ans.